# Kerry Hope
Kerry Hope (ur. 21 października 1981) – walijski bokser, były mistrz Europy (EBU) w kategorii średniej.

## Kariera zawodowa
Zawodowiec od 2005 r. 17 marca 2012 r. zmierzył się z Grzegorzem Proksą w walce o mistrzostwo Europy w kategorii średniej. Hope sprawił ogromną niespodziankę, pokonując rywala na punkty. Proksa przed pojedynkiem był faworytem bukmacherów aż 14/1. 7 lipca 2012 doszło do rewanżu, w którym lepszy okazał się Polak, wygrywając przez techniczny nokaut w 7. rundzie. Hope już od pierwszej rundy walczył z rozcięciem nad lewym okiem. 8 grudnia 2012 zmierzył się z Darrenem Barkerem, przegrywając przez techniczny nokaut w 4. rundzie.
23 maja 2015 w  Queensland w Australii znokautował w pierwszej rundzie Indonezyjczyka Jameda Jalarante'a (23-18-1, 11 KO).